# Флаг Майкопа
Флаг муниципального образования городской округ «Город Майко́п» Республики Адыгея Российской Федерации — опознавательно-правовой знак, служащий официальным символом муниципального образования. 
Флаг утверждён решением Совета народных депутатов муниципального образования «Город Майкоп» Республики Адыгея от 20 июня 2008 года № 16-рс и внесён в Государственный геральдический регистр Российской Федерации с присвоением регистрационного номера 4230. 18 июля 2008 года, решением Совета народных депутатов муниципального образования «Город Майкоп» № 39-рс, было утверждено положение о флаге города, принятое 16 июля 2008 года.

## Описание
«Прямоугольное полотнище червлёного (красного) цвета с отношением ширины к длине 2:3, воспроизводящее в центре фигуру герба муниципального образования „Город Майкоп“ — жёлтого цвета посох, увенчанный вверху тремя листьями яблони с червлёными прожилками, сложенными наподобие трилистника, в оконечности завершенный тонким сквозным ромбом, процветшим двумя вьющимися стеблями, отходящими наискось в обе стороны, а в середине имеющий две отходящих от него взаимообращённых бычьих головы оригинального начертания с длинными изогнутыми рогами».

## Обоснование символики
Яблоня — исторический символ города. Слово «Майкоп» в переводе с адыгейского языка означает — «долина яблонь».
Золотые бычки — фигуры голов быка, найденных в 1897 году при раскопках Майкопского кургана и хранящиеся в настоящее время в Эрмитаже. Бык олицетворяет трудолюбие, а также сельское хозяйство.
Трилистник — является символом плодородия и хорошего урожая. 
Посох — символ мудрости и власти. 
Применяемые цвета:
- красный — символизирует отвагу и красоту.
- жёлтый (золотой) — символизирует богатства и благосостояния[3].